# Nonnenberg (Engelthaler Forst)
Der Nonnenberg ist ein Berg in der Fränkischen Alb und liegt im Landkreis Nürnberger Land.

## Geografie
Der Berg befindet sich zwischen Gersberg und Engelthal im Norden, sowie Gersdorf und Entenberg im Süden. Der höchste Punkt seines Gipfelplateaus liegt auf einer Höhe von 579 m ü. NHN. Dieses Plateau gehört zum gemeindefreien Gebiet Engelthaler Forst, ebenso wie ein großer Teil seines Nordostabhanges. Ostsüdöstlich des Nonnenberges liegt der Buchenberg, über den der Berg mit dem Hochplateau der Fränkischen Alb verbunden ist. Über den Nonnenberg verlaufen mehrere Wanderwege, er ist aber gänzlich unbewohnt. Die einzigen zivilisatorischen Bauwerke auf dessen Gebiet sind einige Jagdhütten.

## Geschichte
Am Südabhang des Nonnenberges hatte sich im Mittelalter ein gleichnamiger Ort befunden, der noch vor dem Jahr 1297 bewohnt war. Doch bereits 1312 belegen schriftliche Überlieferungen, dass diese Ortschaft zu einer Wüstung geworden war.

### Das Öde Schloss
Auf einem nördlichen Bergvorsprung des Nonnenbergs hatte sich im Mittelalter eine Burg befunden, von dieser liegen allerdings keine zeitgenössischen Dokumente vor. Die als Geierstein genannte Stelle, an der sich deren Überreste befinden, wird heute als Burgstall Ödes Schloss bezeichnet.

## Bilder

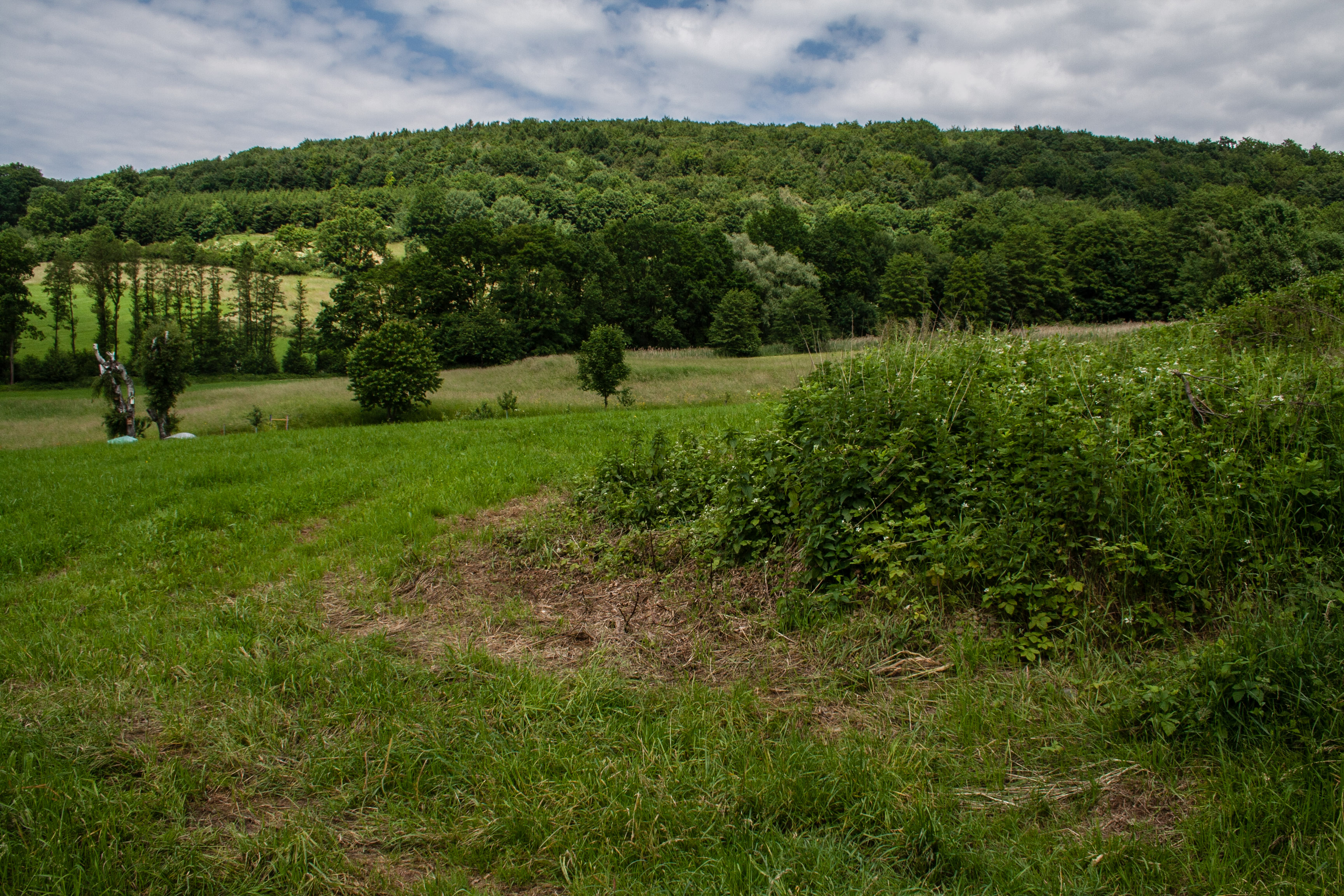
Der Nonnenberg, aus Blickrichtung Nordwesten
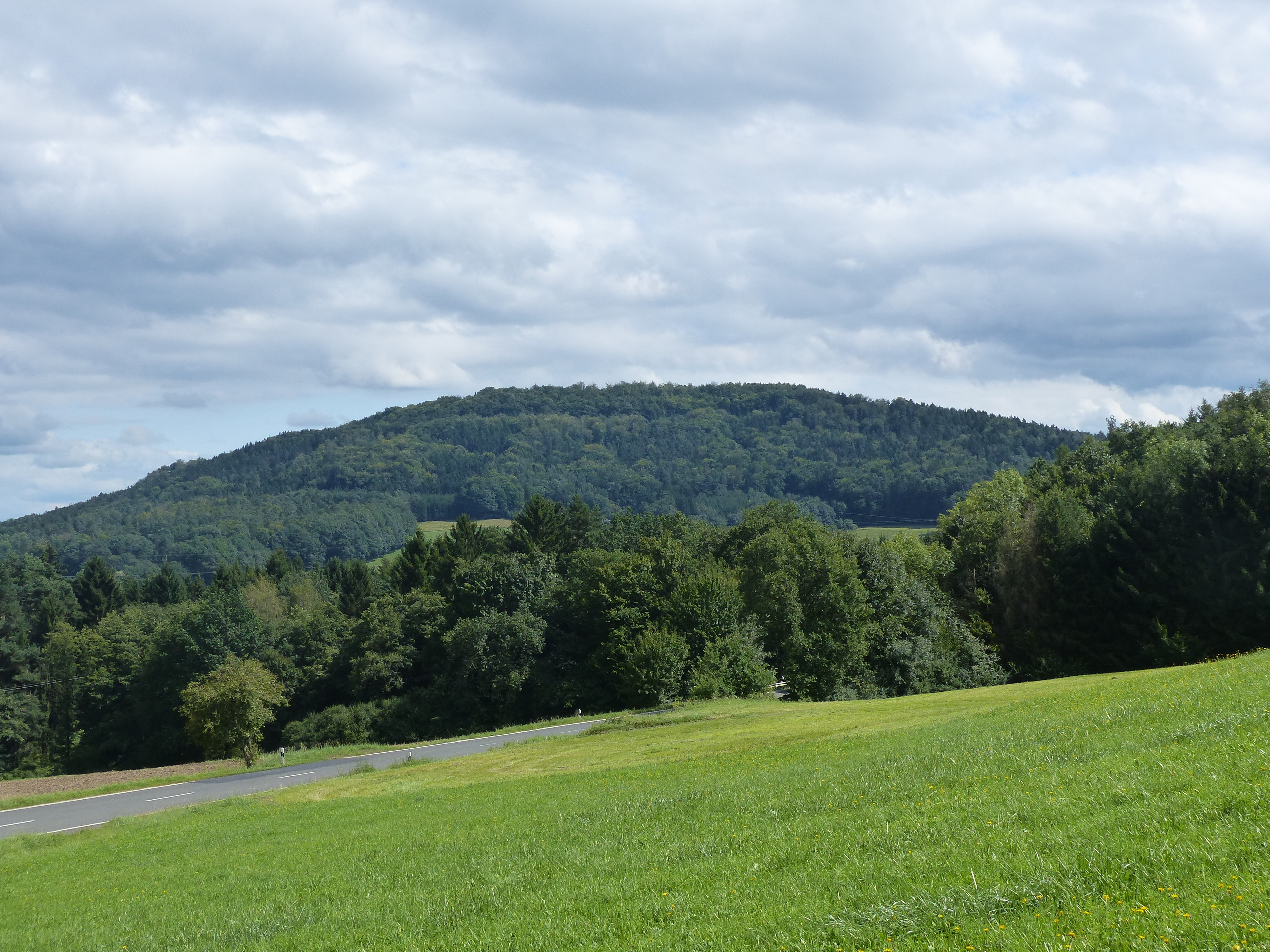
Der Nonnenberg, aus Blickrichtung Westen
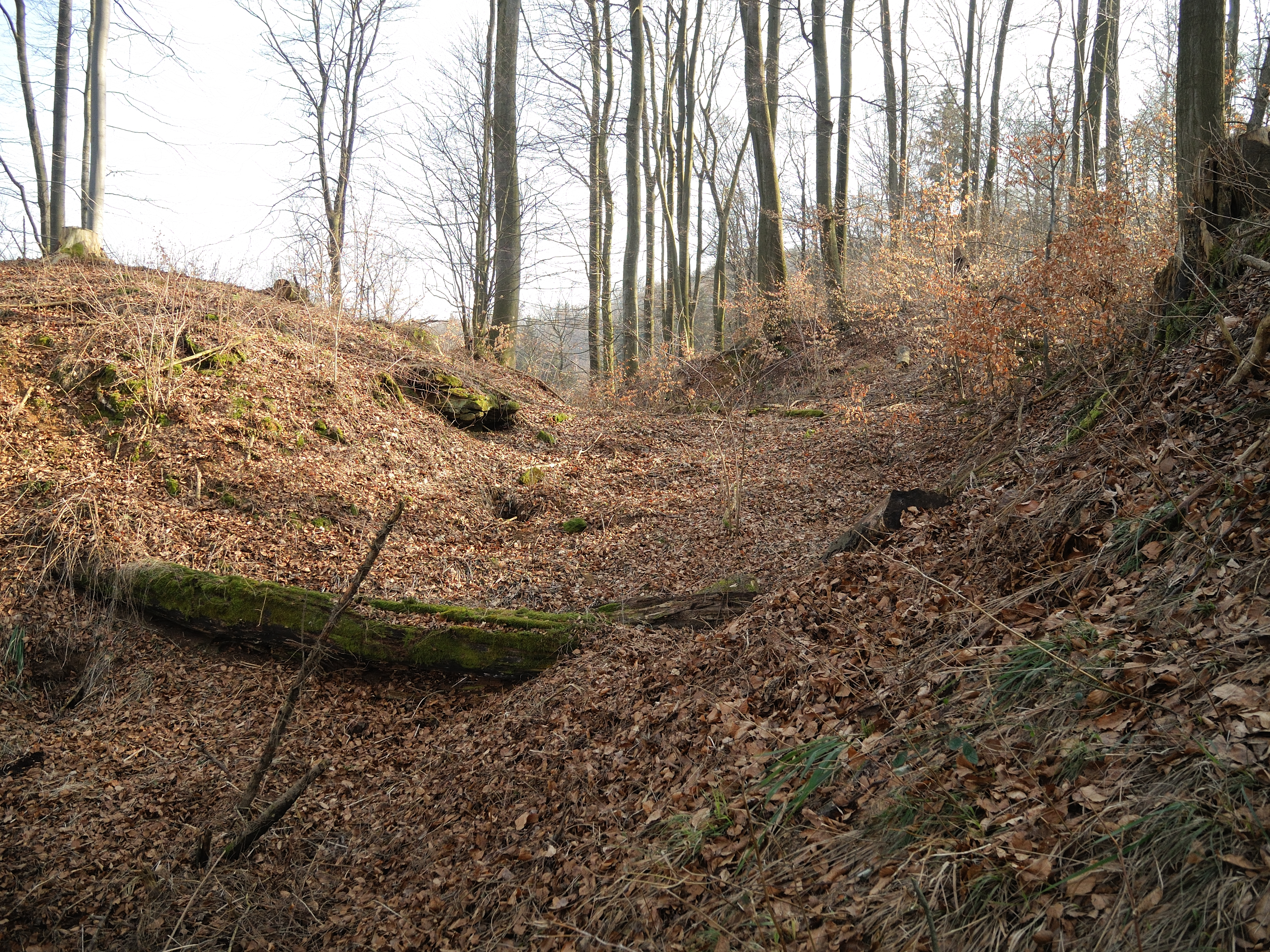
Der innere Halsgraben des Öden Schlosses